# Let It Loose (álbum)
Let It Loose o Anything for You (Europa) es el décimo álbum de estudio de la banda Miami Sound Machine. Fue lanzado al mercado en 1987. Fue número 1 en varios países y logró vender más de 10 millones de copias en todo el mundo. En los Estados Unidos fue certificado cuádruple platino por ventas de más de 4 millones de copias. Ganó 5 discos de platino en el Reino unido superando el millón y medio de copias vendidas.

## Lista de canciones
1. "Betcha Say That" - 4:42
2. "Let It Loose" - 2:52
3. "Can't Stay Away from You" - 4:00
4. "Give It Up" - 3:02
5. "Surrender" - 4:04
6. "Rhythm Is Gonna Get You" - 4:00
7. "Love Toy" - 4:35
8. "I Want You So Bad" - 4:23
9. "1-2-3" - 3:34
10. "Anything for You" - 3:46